# Dead Letters Tour
Dead Letters Tour var The Rasmus första internationella turné, gjord till deras femte album Dead Letters. Turnén började den 9 april 2003 på Klubben i Stockholm, 42 dagar efter att Dead Letters hade släppts ut. Turnén slutade inte förrän till sommaren 2005. Det har förstås gjorts uppehåll vissa perioder.
Innan denna turnén hade de dock spelat flera konserter i sitt hemland Finland. Eftersom bandet först blev känt efter albumet Into, hade de hittills bara spelat i länderna runt Skandinavien.
2004 släpptes live-dvd:n Live Letters som innehåller en konsert från Dead Letters Tour i Schweiz.

## Besöket i Sverige
En stor del av turnén genomfördes i Sverige, speciellt under sommaren och hösten 2003. Det första besöket blev i Stockholm på Klubben. Sedan kom bandet tillbaka 2004 och gjorde en hel del spelningar i september. Vid två tillfällen har bandet spelat på Liseberg och på Valand i Göteborg. Här är samtliga spelningar i Sverige under hela turnén:
- 09/04/2003 - Stockholm - Klubben
- 10/04/2003 - Göteborg - Valand
- 24/07/2003 - Gotland -  NRJ Summer
- 25/07/2003 - Gävle - Rocknatta
- 26/07/2003 - Karlskoga - Stranddagar
- 01/08/2003 - Östersund - Storsjöyran
- 16/08/2003 - Stockholm - Kungsträdgården
- 20/08/2003 - Malmö - Stortorget
- 22/08/2003 - Göteborg - Liseberg (stora scenen)
- 02/07/2004 - Skellefteå - Skellefteå Festival
- 09/07/2004 - Sundsvall - Gatufest
- 04/08/2004 - Göteborg - Liseberg (stora scenen)
- 04/11/2003 - Malmö - KB
- 05/11/2003 - Stockholm - Nalen
- 06/11/2003 - Göteborg - Valand
- 07/11/2003 - Kinna - Överlida
- 08/11/2003 - Älmhult - Balders Hage

## Spellista
(Varierande)
1. Intro: First Day of My Life
2. Guilty
3. F-F-F-Falling
4. Still Standing
5. Time to Burn
6. Bullet
7. Every Day
8. One & Only
9. Extranummer: In the Shadows
10. Extranummer: Funeral Song
11. Utro: In My Life

## Länder
Dead Letters Tour spelades på 296 konserter, 107 städer och 29 länder.
| - Belgien - Danmark - Estland - Finland - Frankrike | - Grekland - Irland - Island - Italien - Japan | - Kanada - Lettland - Luxemburg - Mexiko - Monaco | - Nederländerna - Norge - Portugal - Ryssland - Schweiz | - Spanien - Storbritannien - Sverige - Tjeckien - Turkiet | - Tyskland - Ungern - USA - Österrike |

## Medlemmar
- Lauri Ylönen – sång
- Eero Heinonen – bas och sång (i bakgrunden)
- Pauli Rantasalmi – gitarr
- Aki Hakala – trummor